# قرين
القرين «في الإسلام» هو شيطانٌ من الجن مسلّطٌ «بإذن الله» على الإنسان، يسعى جاهدًا لإضلاله وإغوائه، وقد جاء ذكر ذلك في القرآن والسنَّة الصحيحة. وتعني كلمة القرين في اللغة العربية: الصاحب.
يقول الشيخ محمد بن صالح العثيمين :
«القرين هو شيطان مسلَّط على الإنسان بإذن الله عز وجل ، يأمره بالفحشاء وينهاه عن المعروف ، كما قال عز وجل : (الشَّيْطَانُ يَعِدُكُمُ الْفَقْرَ وَيَأْمُرُكُم بِالْفَحْشَآءِ وَاللهُ يَعِدُكُم مَّغْفِرَةً مِّنْهُ وَفَضْلاً وَاللهُ وَاسِعٌ عَلِيمٌ) ، ولكن إذا منّ الله سبحانه وتعالى على العبد بقلب سليم صادق متجه إلى الله عز وجل مريد للآخرة ، مؤثر لها على الدنيا : فإن الله تعالى يعينه على هذا القرين حتى يعجز عن إغوائه .»
لكل إنسان قرين متفرد؛ فلا يوجد قرين واحد لشخصين، ولا قرينين لنفس الشخص. والقرين يدفع الإنسان لارتكاب المعاصي وعصيان أوامر الله ، باستثناء قرين النبي محمد ﷺ الذي لم يكن يأمره إلا بالخير.
فقرين الجن هو أحد شياطين الجن يوكل بالإنسان ليدفع به إلى المعاصي لإغوائه وإضلاله.

## الأدلة على وجوده

### في القرآن الكريم
ذُكر القرين في القرآن الكريم في عدة مواضع منها :
- في سورة الزخرف آية 36: ﴿وَمَنْ يَعْشُ عَنْ ذِكْرِ الرَّحْمَنِ نُقَيِّضْ لَهُ شَيْطَانًا فَهُوَ لَهُ قَرِينٌ ۝٣٦﴾ [الزخرف:36]
- في سورة النساء آية 38 : ﴿وَالَّذِينَ يُنْفِقُونَ أَمْوَالَهُمْ رِئَاءَ النَّاسِ وَلَا يُؤْمِنُونَ بِاللَّهِ وَلَا بِالْيَوْمِ الْآخِرِ وَمَنْ يَكُنِ الشَّيْطَانُ لَهُ قَرِينًا فَسَاءَ قَرِينًا ۝٣٨﴾ [النساء:38]
- في سورة ق آية 27 : ﴿قَالَ قَرِينُهُ رَبَّنَا مَا أَطْغَيْتُهُ وَلَكِنْ كَانَ فِي ضَلَالٍ بَعِيدٍ ۝٢٧﴾

- في سورة فصلت آية 25 : ﴿وَقَيَّضْنَا لَهُمْ قُرَنَاءَ فَزَيَّنُوا لَهُمْ مَا بَيْنَ أَيْدِيهِمْ وَمَا خَلْفَهُمْ وَحَقَّ عَلَيْهِمُ الْقَوْلُ فِي أُمَمٍ قَدْ خَلَتْ مِنْ قَبْلِهِمْ مِنَ الْجِنِّ وَالْإِنْسِ إِنَّهُمْ كَانُوا خَاسِرِينَ ۝٢٥﴾ [فصلت:25]

### في السنة النبوية
- حدثني هارون بن عبد الله ومحمد بن رافع قالا حدثنا محمد بن إسماعيل بن أبي فديك عن الضحاك بن عثمان عن صدقة بن يسار عن عبد الله بن عمر أن رسول الله ﷺ قال : إذا كان أحدكم يصلي فلا يدع أحدا يمر بين يديه فإن أبى فليقاتله فإن معه القرين.
- حدثنا عثمان بن أبي شيبة وإسحاق بن إبراهيم قال إسحاق أخبرنا وقال عثمان حدثنا جرير عن منصور عن سالم بن أبي الجعد عن أبيه عن عبد الله بن مسعود قال: قال رسول الله ﷺ : ما منكم من أحد إلا وقد وكل به قرينه من الجن قالوا وإياك يا رسول الله قال وإياي إلا أن الله أعانني عليه فأسلم فلا يأمرني إلا بخير.
- قول النبي ﷺ : ما منكم من أحد إلا وقد وكل به قرينه من الجن قالوا وإياك قال وإياي إلا أن الله أعانني عليه فأسلم فلا يأمرني إلا بخير.

وهما روايتان مشهورتان فمن رَفَعَ الميم (في كلمة أسلم) قال معناه أسلم أنا من شره وفتنته ومن فتح الميم قال أن القرين أسلم (أي من الإسلام) وصار مؤمنا لا يأمرني إلا بخير. والأرجح هو رفع الميم كما ذكر الخطابي ورجحه القاضي عياض.